# Tiny Pop
Tiny Pop  est un service numérique au Royaume-Uni et était auparavant une chaîne de télévision gratuite destinée aux 7 ans et moins.

## Histoire
La chaîne débute le 8 septembre 2003 sous le nom de Pop Plus (stylisé à l'écran p⊕p), un service secondaire à Pop. La chaîne est autorisée à diffuser de l'animation et de la musique, elle exploite les mêmes heures de diffusion que sa chaîne sœur (de 6 h à 20 h à l'époque ; Pop s'étend ensuite à son service actuel 24h/24) et n'est pas un décalage direct de son frère, à la place offrant un mélange alternatif du contenu de la chaîne. (À un moment donné, l'arrangement est que pendant que Pop montre de la musique, Pop Plus montre des dessins animés, et vice versa, mais ce n'était pas toujours le cas).
Le 27 juillet 2004, elle prend le nom de Tiny Pop, Pop se recentre sur les enfants un peu plus âgés et réduit son utilisation des émissions pour enfants d'âge préscolaire.
Comme pour les autres chaînes de CSC Media Group, les présentateurs à l'écran sont rarement utilisés : les programmes sont introduits soit uniquement par un sous-titrage et une voix off, soit par le biais de personnages animés. Pendant un certain temps au milieu des années 2000, un groupe de singes animés, connus sous le nom de Cheeky Monkeys, parle des dessins animés, lit des blagues de téléspectateurs et montre des œuvres d'art; à partir de fin juin 2009, ils sont remplacés par trois nouveaux hôtes, Molly, Leo et Pip (qui sont aussi des singes).
Le 14 juillet 2016, Tiny Pop +1 est temporairement remplacé par Pop Max. La chaîne diffuse des épisodes consécutifs d'une émission de Pop. Tiny Pop +1 revient le 1er décembre 2016. La chaîne est diffusée une deuxième fois du 9 février 2017 au 25 avril 2017.
Le 3 septembre 2018, Tiny Pop dévoile un nouveau logo après sept ans d'utilisation.
En mai 2021, Sony Pictures Television vend ses chaînes de diffusion gratuites au Royaume-Uni dont Tiny Pop & Sony Movies au groupe de médias américain Narrative Capital.
Tiny Pop a fermé ses portes en tant que chaîne de doublure le 20 mars 2024 et est passée au numérique le même jour.

## Traduction
- (en) Cet article est partiellement ou en totalité issu de l’article de Wikipédia en anglais intitulé « Tiny Pop » (voir la liste des auteurs).

1. ↑  (en) Richard Middleton, « SPT sells UK channels incl Tiny Pop & Sony Movies to Narrative Capital », sur Television Business International, 2021 (consulté le 9 mai 2022)